# 申在煥
申在煥（韓語：신재환，1998年3月3日—），韩国男子竞技体操运动员。2021年，他在2020年夏季奧林匹克運動會體操比賽代表韩国参加男子個人跳马比赛并取得金牌。